# María Teresa Lara
María Teresa Lara Aguirre del Pino (Tlatlauquitepec, 1904. – 23. svibnja 1984.) bila je meksička tekstospisateljica i skladateljica.
Bila je kći Don Joaquína M. Lare i njegove supruge, Doñe Maríje Aguirre del Pino. Teta Maríje Terese bila je Doña Refugio Aguirre del Pino.
Maríjin je stariji brat bio slavni pjevač Agustín Lara, čija je žena, glumica María Félix, bila majka glumca Enriquea Álvareza Félixa, koji se pojavio u mnogim meksičkim telenovelama.
María Teresa je radila s Agustínom na nekoliko pjesama te se udala za Nicanora Guzmána Guerrera (1909. – 1992.). Neke od Agustínovih pjesama glase na Maríjino ime.

## Djela
- Me dejaste[8]
- Valencia[9]
- Toledo (¡Ay, ay, ay!)